# Asoleado
El asoleado es una denominación de origen para los vinos generosos que se elaboran a partir de racimos de uvas deshidratadas parcialmente a la luz solar entre los ríos Mataquito y Biobío, en la zona central de Chile. Fue el primer vino con denominación de origen del país, en conjunto con el pajarete de Huasco y del Elqui, al quedar delimitados por ley del Congreso en 1953.